# دومينيك باومان
دومينيك باومان (بالألمانية: Dominic Baumann)‏ (24 أبريل 1995 ألمانيا ألمانيا - ) هو لاعب كرة قدم ألماني يلعب كمهاجم.

## روابط خارجية
- دومينيك باومان على موقع قاعدة بيانات كرة القدم.إي يو (الإنجليزية)
- دومينيك باومان على موقع بيانات كرة القدم. دي إي (الألمانية)
- دومينيك باومان على موقع عالم كرة القدم.نت (الإنجليزية)